# Whisky (filme)
Whisky é um filme dramático uruguaio dirigido por Pablo Stoll e Juan Pablo Rebella em 2004. Protagonizado por Andrés Pazos e Mirella Pascual, a música recaiu à banda argentina Pequeña Orquesta Reincidentes.
Venceu a categoria "melhor filme estrangeiro em língua castelhana" do Premios Goya, foi homenageado pelo Festival de Cannes patrocinado por FIPRESCI. Ainda, foi consagrado pelo Premios Iris no mesmo ano de lançamento.

## Elenco
- Andrés Pazos - Jacobo Koller
- Mirella Pascual - Marta Acuña
- Jorge Bolani - Herman Koller
- José Pedro Bujaruz - Don Ivan
- Verónica Perrotta - Karina
- Fernando Pereyra - Diariero